# Hårdpornografi
| Hårdpornografi (Hårdporr) |
| --- |
| Ridställningen syns ofta i hårdpornografi, utan att dölja könsorganen. - Betydelse – pornografi med explicit visade nakna kroppar som sexobjekt - Funktion – främst som sexuell upphetsning - Relaterade begrepp – gonzopornografi (med subjektiv kamera), mjukpornografi (utan explicit skildring) |

Hårdpornografi, vardagligt hårdporr, syftar på pornografi som – i motsats till mjukpornografi (mjukporr) – återger explicita skildringar av nakna kroppar som sexobjekt. Stilen kan också beskrivas som "utmanande, brutal porr". Hårdpornografi är det som oftast avses med slanguttrycket "porr", och här fokuseras på erigerade penisar, penetration, manlig ejakulation och ofta på olika aktiviteter som analsex, gruppsex, oralsex och sadomasochism.

## Förekomst och stilar
Hårdpornografi förekommer i form av film, i särskilda TV-program, i videor, på internet och i porrtidningar. Den vanligaste hårdpornografin på Internet, den med heterosexuella män som huvudsaklig målgrupp, är ofta känd som mainstream-porr. Den använder sig i regel av "den manliga blicken" och är ofta filmad mot den deltagande kvinnan, i en roll där hon främst tillfredsställer en eller flera män. De manliga deltagarna är då mer eller mindre osynliggjorda, utöver sina könsorgan och underkroppar – ofta med scenen visad från en mans perspektiv (se vidare gonzopornografi).

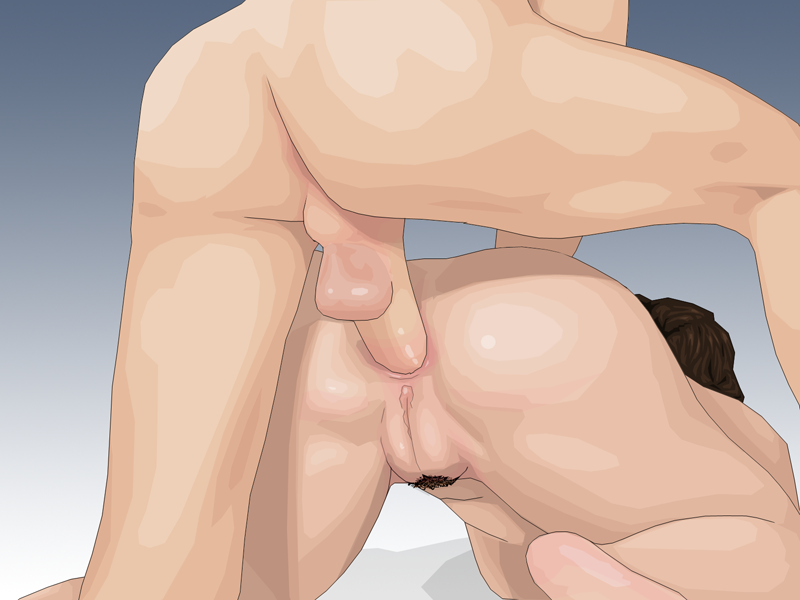
Närgångna skildringar av analsex är vanligt förekommande inom hårdpornografin.

Hårdpornografi handlar myckte om en sexualisering av kvinnokroppen. Genren är uppdelad i en mängd nischer baserat på sexuella preferenser och personliga kinks. Material där våld, tvång och/eller andra aggressiva handlingar är ett markant inslag kallas ibland för våldspornografi. Analsex är en vanlig ingrediens, liksom uppvisningar av manlig kontroll av den sexuella situationen.
Gaypornografi och lesbisk pornografi är två vanliga innehållsgenrer. Den förstnämnda är främst riktad mot homosexuella män men har även en stor kvinnlig konsumentskara. Den sistnämnda har både kvinnor (lesbiska eller ej) och heterosexuella män som primära målgrupper; kvinnor kan uppskatta det tydliga fokuset på kvinnlig sexuell njutning, heterosexuella män kan uppskatta fler och mer sexuellt initierande kvinnor. Den mesta lesbiska pornografin är dock producerad mot den stora manliga heterosexuella publiken, vilket kan prägla hur kvinnors sexualitet visas fram. Båda genrerna finns också som mjukpornografi, det vill säga skildringar där man undviker att visa könsorgan och explicita bilder av sexuella handlingar, eller mindre tydligt sexualiserar de mänskliga kropparna.

### "Extrem" pornografi
Pornografin är ett återkommande debatterat ämne, och ofta utifrån problematiseranden kring utnyttjande, våld, missbruk, beroende, obscenitet och kvinnoförakt. I debatten används ofta begrepp som "extrem" och "våld", kopplat till tanken att pornografin i bild och film genom åren blivit allt mer våldsam och aggressiv. Dessa etiketteringar används ofta som självförklarande begrepp, kopplat till exempel på "extrema" handlingar men utan relation till hur vanliga dessa är i praktiken. Exempel på handlingar som kan beskrivas som "extrema" är multipla penetrationer, örfilar och spottande, liksom användning av irrumatio (med eller utan framkallad kräkning), "ass-to-mouth", hårdragning och urinering på ansikte eller andra kroppsdelar. För andra exempel på vad den brittiska lagstiftningen beskrivit som extreme pornography, se Våldspornografi#Japan_och_Storbritannien.

## Etymologi
Ordet hårdporr finns i svensk skrift åtminstone sedan 1980-talet. Detta var ett decennium efter att pornografi blev lagligt i Sverige (1971).